# Catherine De Léan
Pour les articles homonymes, voir Lean.
Catherine De Léan, née le 27 avril 1980, est une actrice québécoise.

## Biographie

### Formation et débuts
Catherine De Léan fait ses études à Montréal, d'abord au Collège Stanislas puis au Collège Jean-de-Brébeuf, avant d'aller faire un bac en études françaises à l'Université de Montréal.
En 2002, elle est du tournage du documentaire de la réalisatrice Anaïs Barbeau-Lavalette Les Mains du monde.
En 2004, elle participe à la création et à la réalisation du spectacle Jédiwô, théâtre de rue qui s'est tenu à Saint-Malo, Miliau et Brouage en France.
En 2005, elle termine sa formation en interprétation au Conservatoire d'art dramatique de Montréal. Elle est alors remarquée par les metteurs en scène professionnels qui l'ont dirigée, notamment Antoine Laprise, Reynald Robinson et Igor Ovadis.

### Cinéma
C'est d'abord au cinéma qu'elle se fait connaître en 2006 alors qu'elle tient un rôle relativement important dans le film La Vie secrète des gens heureux, une comédie dramatique réalisée par Stéphane Lapointe qui signe là son premier long-métrage. Elle y interprète une jeune mère monoparentale et partage la vedette avec Gilbert Sicotte.  Elle joue également le rôle principal du drame psychologique La Capture de Carole Laure  et tient des rôles secondaires dans la comédie pour adolescents À vos marques... party! et le drame social Le Banquet.
En 2009, elle collabore une première fois avec la réalisatrice Anne Émond en interprétant le personnage principal du court-métrage Sophie Lavoie.  Par la suite, aux côtés de Dimitri Storoge, Catherine De Léan tient un des deux rôles du premier long-métrage de Émond, Nuit #1.  Dans ce film intimiste, comportant des scènes assez explicites, De Léan incarne une institutrice désabusée qui collectionne les histoires d'un soir.  Nuit #1 bénéficie d'une critique très favorable et Catherine De Léan voit son interprétation soulignée par une nomination aux prix Jutra du cinéma québécois.  
À partir de 2013, Catherine De Léan, sans délaisser le Québec, commence à tourner occasionnellement en Allemagne.  Ainsi, elle apparait dans le film Schlussmacher, une comédie réalisée par Matthias Schweighöfer, qui en est aussi la vedette.  Le film remporte un bon succès lors de sa sortie en Allemagne au début de 2013.  En 2015, on la voit dans Simon sagt 'Auf Wiedersehen' zu seiner Vorhaut, une autre comédie réalisée cette fois par Viviane Andereggen .

### Théâtre
Sur scène, Catherine De Léan se fait d'abord remarquer dans la pièce Août – Un repas à la campagne de Jean-Marc Dalpé, créée à Montréal au printemps 2006.  Depuis, elle a joué notamment dans des pièces de Fabrice Melquiot (Le Diable en partage en 2007), Paul Zindel (L'Effet des rayons gamma sur les vieux garçons en 2009), Maxime Gorki (Vassa en 2010), Tchekov (La Cerisaie, en 2013) et Molière (Le Misanthrope, en 2015). 
Pendant l'année 2021, alors que les salles recommencent à accueillir des spectateurs, Catherine de Léan et Raymond Cloutier sillonnent le Québec pour présenter la pièce Oleanna de David Mamet.  Finalement, en mars 2024, elle signe sa première mise en scène : La Fin de l'homme rouge, une pièce documentaire présentée au Théâtre de Quat'Sous et basée sur le recueil de témoignages de Svetlana Alexievitch.

### Télévision
À la télévision, elle anime Ça roule, une émission à TV5 où elle fait découvrir, à vélo et accompagnée d'un invité, les régions du Québec et ses attraits touristiques.  Elle tient également un rôle secondaire dans la première saison de Trauma en 2010.  Par la suite, elle tient des rôles secondaires ou épisodiques dans les séries Mémoires vives, Mensonges, Ruptures et L'Imposteur. Elle interprète aussi le personnage de Véronique Lenoir, une avocate criminaliste, dans la série à succès District 31.

## Filmographie

### Cinéma

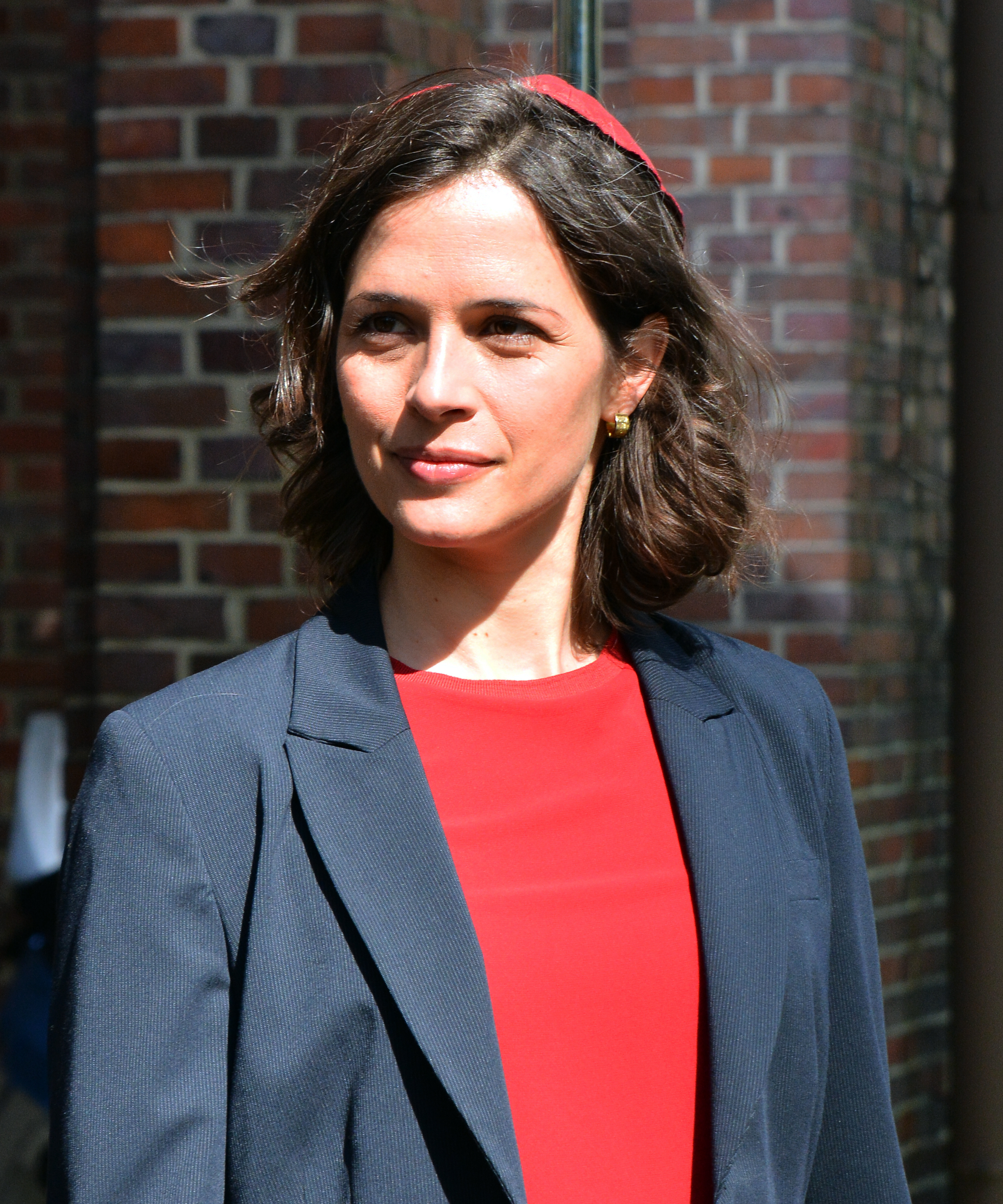
Catherine De Léan en 2015.

- 2000 : El Tigre (El Deseo) (court métrage) de Sergio Batiz
- 2006 : Au cœur brisé (court métrage) d'Antoinette Karuna
- 2006 : La Vie secrète des gens heureux de Stéphane Lapointe : Audrey Marion
- 2006 : Après tout (court métrage) d'Alexis Fortier Gauthier : Claire
- 2007 : À vos marques... party! de Frédérik D'Amours : Julie Hamel
- 2007 : Deux fois une femme de François Delisle : Céline
- 2007 : La Capture de Carole Laure : Rose
- 2008 : Le Banquet de Sébastien Rose : Natacha
- 2009 : Sophie Lavoie (court métrage) d'Anne Émond
- 2011 : Nuit #1 d'Anne Émond : Clara
- 2011 : Urban Explorer d'Andy Fetscher (de) : Marie
- 2013 : Louis Cyr : L'Homme le plus fort du monde de Daniel Roby :
- 2013 : Schlussmacher (de) de Matthias Schweighöfer et Torsten Künstler (de)
- 2014 : Le Vrai du faux d'Émile Gaudreault : Marie-Claude
- 2015 : Simon sagt 'Auf Wiedersehen' zu seiner Vorhaut (de) : Rebecca
- 2016 : Le Fils de Jean de Philippe Lioret : Bettina
- 2016 : Embrasse-moi comme tu m'aimes d'André Forcier :  Mignonne
- 2022 : Confessions : Jacynthe Gallant en 1963

### Télévision
- 2005 : Marie-Antoinette (documentaire)
- 2007 : Les Hauts et les Bas de Sophie Paquin ((série télévisée, saison 1)
- 2007 : C.A.
- 2008 - 2010 : Chez Jules tv (websérie) : Bébé
- 2010 : Trauma (série télévisée) : Caroline Lemelin
- 2011 : 30 vies : Annie
- 2013 : Mémoires vives (série télévisée) : Mélissa Choquette-Turcotte'
- 2015 : Mensonges (série télévisée) :  Irena Martinez
- 2016 : L'Imposteur (série télévisée) : Isabelle
- 2017 : Ruptures (série télévisée) : Mylène Ayotte
- 2018 : Demain des hommes (série télévisée) : Pascale De Blois
- 2019 : District 31 (série télévisée) : Véronique Lenoir, avocate
- 2022 : Le Diable au corps, sensuel et sans remords (documentaire) de Yann Coquart : Marthe
- 2023: À cœur battant (série télévisée) Éloïse Pelletier, policière
- 2025: Indéfendable[1] (série télévisée) Morgane Bédard

## Théâtre
- 2006 : Un souper à la campagne de Jean-Marc Dalpé
- Hermione et le Temps Perdita de Suzanne Lantagne, Normand Chaurette et Denis Gougeon d'après Shakespeare
- Les Murmures d'Antoine Laprise et Olivier Kemeid d'après Juan Rulfo
- Le Songe de l'oncle d'Igor Ovadis et Serge Mandeville d'après Dostoïevski
- Le Diable en partage, chœur de Reynald Robinson et Fabrice Melquiot
- 2010 : Vassa de Maxime Gorki au Théâtre du Rideau Vert de Montréal
- 2012 : Thérèse et Pierrette à l'école des Saints-Anges, de Serge Denoncourt d'après Michel Tremblay au Théâtre Denise-Pelletier de Montréal - du 05 au 20 novembre 2010 (représentations scolaires du 3 novembre au 7 décembre 2010).
- Thérèse et Pierrette à l'école des Saints-Anges, de Serge Denoncourt d'après Michel Tremblay au Théâtre Jean-Duceppe de Montréal
- 2018 : Le Baptême de la petite d'Isabelle Hubert, mise en scène de Jean-Sébastien Ouellette, Théâtre du Bic[2], Théâtre Périscope[3], production de la Compagnie dramatique du Québec et du Théâtre Les gens d’en bas : Marie-Ève
- 2024 : La Femme qui fuit d'Anaïs Barbeau-Lavalette, adaptation théâtrale de Sarah Berthiaume, mise en scène d'Alexia Bürger, Théâtre du Nouveau Monde[4] : narratrice

## Expériences artistiques
- Été 2004 : Théâtre de rue à Saint-Malo, Millau et Brouage en France - Création et réalisation du spectacle Jédiwô

## Formation
- 1999 : Diplôme d'études collégiales en sciences pures au Collège Jean-de-Brébeuf
- 2002 : Baccalauréat en études françaises à l'Université de Montréal

## Distinctions
- 2011: Pyrénée de la meilleure actrice au Festival international du Film de Pau pour Nuit#1[5]